# Archambaud de Grailly
Pour les articles homonymes, voir Archambaud et Archambaud de Foix.
Archambaud de Grailly (v. 1329-1330 † 1412) est captal de Buch et comte de Benauges de 1369 à 1412, comte de Foix, coprince d’Andorre, vicomte de Béarn et de Marsan de 1398 à 1412, vicomte de Castelbon de 1400 à 1412, et vicomte de Lautrec de 1399 à 1412. Il est fils de Pierre II de Grailly, captal de Buch, et de sa 2e épouse Erembourg de Périgord (fille d'Hélie VII).

## Biographie
Il devient vicomte de Castillon et de Gurson à la mort de son père en 1356. La même année, il combat à Poitiers aux côtés du Prince Noir. En 1364, il est capturé dans un autre engagement contre les Français à Cocherel. Il reste prisonnier jusqu’en 1372, date à laquelle il verse une rançon de 500 francs or. Entre-temps son neveu Jean III de Grailly décède, en 1376, lui laissant ses biens. Il devient ainsi  seigneur de Grailly, de Rolle, de Ville-la-Grand, de Lavaux, captal de Buch, comte de Benauges, de Lavaux et de Longueville. Le 2 mars 1377, il devient sénéchal de la Gascogne pour le compte du roi d’Angleterre.
Son beau-frère Mathieu de Foix meurt au mois d’août 1398, et sa sœur Isabelle est son héritière, mais d’une part, il y a toujours le traité du 5 janvier 1390 par lequel Gaston III Fébus léguait tous ses états au roi de France et d’autre part le sénéchal ne souhaite pas que le comté de Foix et le Béarn passent sous le contrôle d’un seigneur partisan des Anglais. Isabelle et Archambault en appellent à la justice du roi Charles VI et sont acceptés comme comte et comtesse par les habitants de Foix, de Morlaas et de Pamiers. Le roi envoie son connétable, Louis de Sancerre, et le couple se réfugie dans le Béarn. Finalement, le traité de Tarbes du 10 mai 1399 confirme Archambault comme comte de Foix, mais ce dernier doit renoncer à son allégeance anglaise. En 1400, le roi Martin d’Aragon restitue à Isabelle la vicomté de Castelbon qu’il avait confisquée à Mathieu de Foix. À la mort de Martin, il soutient les prétentions de Louis II d'Anjou.
Archambault de Grailly meurt le 12 février 1412, et Isabelle conclut un arrangement avec son fils Jean, lui cédant toutes ses possessions.

## Mariage et enfants
Il épouse en 1381 Isabelle de Foix-Castelbon († 1428), comtesse de Foix, coprincesse d’Andorre, vicomtesse de Béarn, de Marsan et de Castelbon à la mort de son frère Mathieu en 1398, qui donne naissance à :
- Jean Ier (1382 † 1436), comte de Foix, vicomte de Béarn, etc. Ancêtre d'Henri IV ;
- Gaston († 1455), captal de Buch, vicomte de Benauges et de Castillon, auteur de la branche des comtes de Candale, avec son fils Jean ;
- Archambaud († 1419), sire de Navailles ;
- Mathieu († 1453), comte de Comminges ;
- Pierre (1386 † 1464), cardinal et archevêque d’Arles.